# Emmanuel Guérin
Pour les articles homonymes, voir Guérin.
Emmanuel Guérin, né le 4 janvier 1884 à Montfort-sur-Meu, et mort le 18 novembre 1967 à Maisons-Laffitte, est un sculpteur français.

## Biographie
Emmanuel Guérin étudie à l'École des beaux-arts de Rennes, où il reçoit plusieurs prix en 1901. Il a comme condisciples Armel Beaufils, Jean Boucher, Pierre Lenoir, Louis-Henri Nicot, Francis Renaud et Éloi Émile Robert, dont certains sont des amis. Il a également été formé à Rome.
Au Salon des artistes français de 1913, au Grand Palais (Paris), il expose une statuette en marbre intitulée Maternité. Il est mentionné comme « élève de Mercié ».
En mars 1914, Jeune mère en marbre et Pilote de l'Aber Wrac'h sont présentés lors de l'exposition « La Bretagne artistique » de la Société des artistes bretons en 1914 à Paris, galerie Guérault, 3 rue Roquépine,,,.
En 1922, il présente à la Société nationale des beaux-arts une Jeune fille en prière, destinée à un monument aux morts, dont la revue L'Art et les artistes note qu'elle est « l'un des plus sobres et des meilleurs exemples du genre »,.
Après avoir résidé en 1912 dans une voie parisienne connue pour ses ateliers d'artistes, 7 rue Belloni, il vécut et avait son atelier au no 13 villa Santos-Dumont, également à Paris.
Il est inhumé au cimetière parisien de Thiais.

## Œuvres
- Monument aux morts de Chartres-de-Bretagne (Ille-et-Vilaine), situé devant l'église Notre-Dame, inauguré le 25 septembre 1921[16]. Le monument originel présente une grotte factice évoquant celle de Lourdes, avec une Vierge à l'Enfant en surplomb et une femme à genoux, devant une pierre tombale et une plaque commémorative avec les noms gravés[17]. Inauguré le 10 novembre 2018, le site est reconfiguré : les deux statues sont conservées mais la grotte est remplacée par de grandes plaques commémoratives en format triptyque[18].
- 1920 : Monument aux morts de Bédée (Ille-et-Vilaine)[19].
- 1921 : Monument aux morts de Saint-Gilles (Ille-et-Vilaine). Statue de paysanne contre le monument[20],[21].
- 1923 : Monument aux morts de Breteil (Ille-et-Vilaine).
- A participé au Monument à la Défense du Canal de Suez de Raymond Delamarre. Avec Italo Santelli, formé comme lui à Rome, Emmanuel Guérin est l'un de ses praticiens : il réalise l'exécution des deux sculptures de huit mètres de haut, entre juillet 1928 et mars 1929, sur l'île Maddalena (Sardaigne), avant leur acheminement final vers l'Égypte, où le monument est inauguré en 1930[6],[22].
- A participé aux sculptures de la façade du palais de la porte Dorée (Paris).
- A participé aux sculptures des anges ornant l'église du Sacré-Cœur de Gentilly.

## Galerie de sculptures

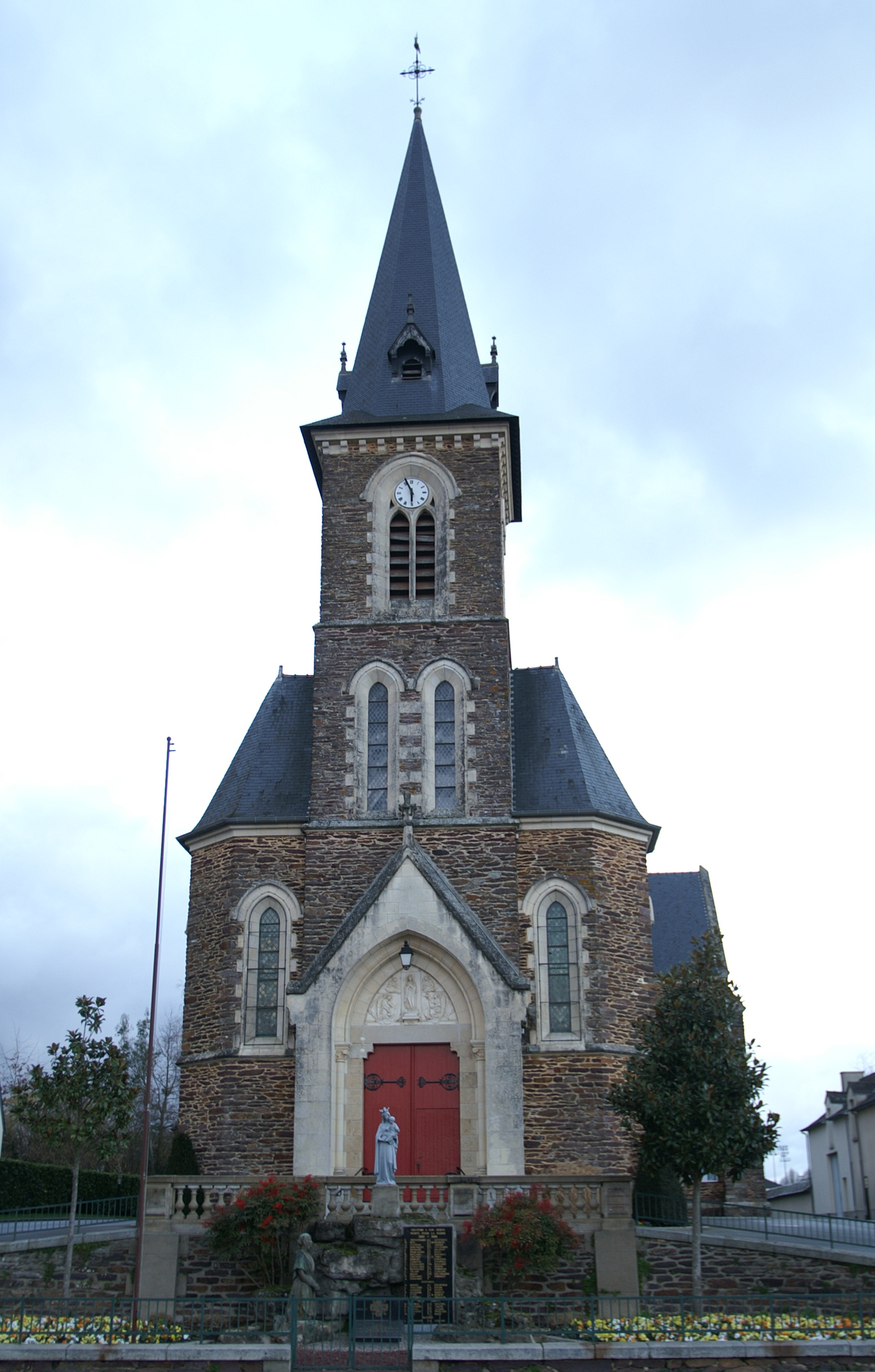
Devant l'église de Chartres-de-Bretagne.
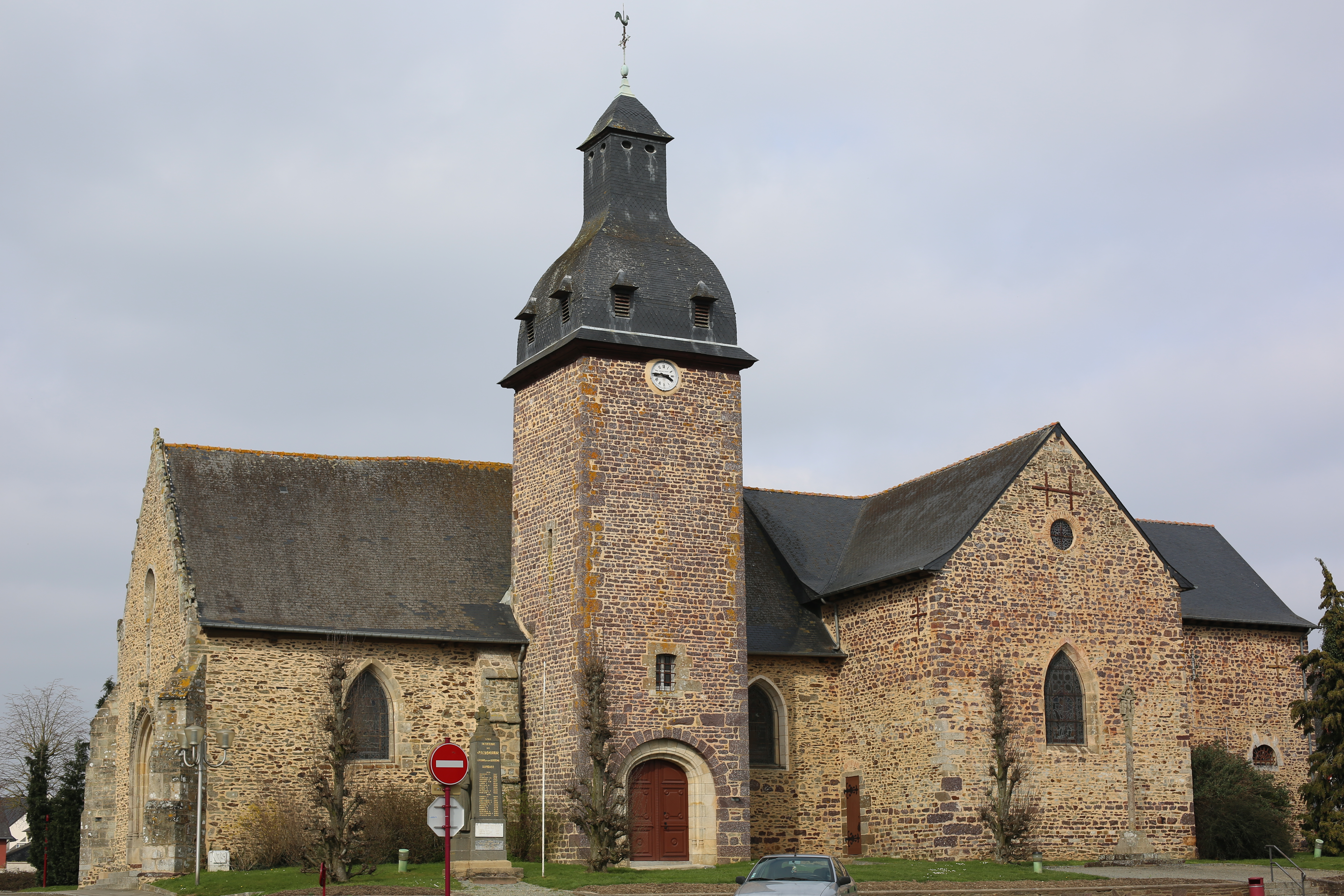
Devant l'église de Saint-Gilles.
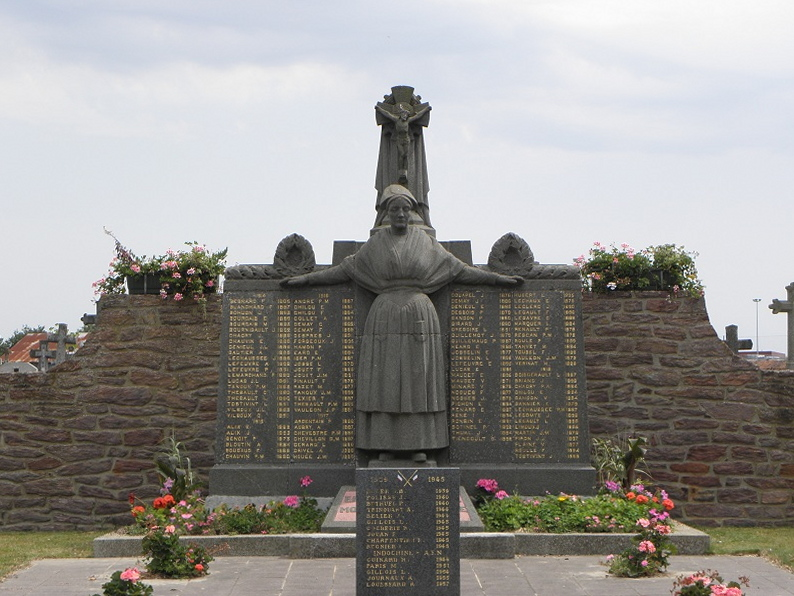
À Bédée.